# 101 Helena
A 101 Helena a Naprendszer kisbolygóövében található aszteroida. James Craig Watson fedezte fel 1868. augusztus 15-én.